# Мессерер, Азарий Эммануилович
Азарий Эммануилович Мессерер (англ. Azary Messerer; 18 мая 1939, Москва, РСФСР — 21 января 2017, Флорида, США) — советский и американский журналист, переводчик, лектор, пианист, доктор филологических наук.

## Биография
Сын музыковеда Раисы Владимировны Глезер (1914—1985) и горного инженера Эммануила Михайловича Мессерера (1911—1941), погибшего во время войны при тушении зажигательной бомбы на крыше дома на Садово-Кудринской в Москве.
Происходил из известной балетной и творческой семьи. Его двоюродная сестра прима-балерина Майя Плисецкая и двоюродные братья — балетмейстеры Азарий Плисецкий, Михаил Мессерер и художник Борис Мессерер. Его тёти — Суламифь Мессерер и Рахиль Мессерер, дядя — Асаф Мессерер.
В 1945 году получил известность как юный актёр, сыграв роль Джекки в фильме «Пятнадцатилетний капитан».
Окончил Институт иностранных языков им. М. Тореза, работал на Московском радио, в газете «За рубежом» и журнале «Ровесник».
В 1981 году эмигрировал в США, где продолжил журналистскую деятельность. Будучи близким другом писателя Леонида Цыпкина, вывез рукопись его романа «Лето в Бадене» и передал её для публикации в нью-йоркскую «Новую газету». Защитил диссертацию в Нью-Йоркском университете, где его наставником был Нил Постман. Преподавал в США английский и русский языки, английскую литературу. Опубликовал ряд мемуарных статей, в том числе об Иосифе Бродском. Публиковался в журналах «Чайка», «Семь искусств», «Заметки по еврейской истории», «Мастерская».
Выступал в США с сольными концертами на фортепьяно. В его репертуаре произведения Шопена, Шумана и Скрябина. 6 октября 2006 года состоялся концерт А. Э. Мессерера в доме-музее Скрябина, посвящённый памяти Раисы Глезер.
Сын Филипп стал кинорежиссёром, старшая дочь Алиса — жена уплывшего из Батуми в Турцию в 1962 году сибирского спортсмена Петра Патрушева, австралийская писательница.